# Top 16 2008/09
Die Top 16 2008/09 war die 29. französische Mannschaftsmeisterschaft im Schach. 
Meister wurde Évry Grand Roque, der den Titelverteidiger Club de Clichy-Echecs-92 auf den zweiten Platz verwies. Aus der Nationale II waren der Club de Cavalier Bleu Drancy, der Club de Lutèce Echecs, der Club de L'Echiquier Chalonnais und der Club de Grasse Echecs aufgestiegen. Während Châlons-en-Champagne und Drancy den Klassenerhalt erreichten, mussten Lutèce und Grasse zusammen mit dem Club de La Tour Sarrazine Antibes und C.E. de Bois-Colombes direkt wieder absteigen.
Zu den gemeldeten Mannschaftskadern siehe Mannschaftskader der Top 16 2008/09.

## Modus
Das Turnier war unterteilt in eine Vorrunde und eine Endrunde. Die 16 teilnehmenden Mannschaften wurden in zwei Achtergruppen (Groupe A und Groupe B) eingeteilt und spielten in diesen ein einfaches Rundenturnier. Die ersten Vier beider Gruppen spielten im Poule Haute, die letzten vier im Poule Basse gegen den Abstieg. Mannschaften, die bereits in der Vorrunden aufeinandertrafen, spielten in der Endrunde nicht erneut gegeneinander. Über die Platzierung entschied zunächst die Summe der in Vorrunde und Endrunde erzielten Mannschaftspunkte (3 Punkte für einen Sieg, 2 Punkte für ein Unentschieden, 1 Punkt für eine Niederlage, 0 Punkte für eine kampflose Niederlage), anschließend der direkte Vergleich, danach die Differenz zwischen Gewinn- und Verlustpartien.

## Spieltermine
Die Wettkämpfe wurden ausgetragen vom 20. bis 22. März, vom 30. April bis 3. Mai und vom 28. bis 31. Mai 2009. In der Groupe A wurden in den ersten drei Runden je zwei Wettkämpfe in Mulhouse und Clichy gespielt, während die vierte bis siebte Runde zentral in Mulhouse ausgerichtet wurde. In der Groupe B wurden in den ersten drei Runden je zwei Wettkämpfe in Cannes und Metz gespielt, während die vierte bis siebte Runde zentral in Châlons-en-Champagne durchgeführt wurden. Sämtliche Wettkämpfe des Poule Haute und des Poule Basse fanden in Le Port-Marly statt.

## Vorrunde

### Gruppeneinteilung
Die 16 Mannschaften wurden wie folgt in die zwei Vorrunden eingeteilt:
| Groupe A                         | Groupe B                               |
| -------------------------------- | -------------------------------------- |
| Club de Clichy-Echecs-92 (1)     | Association Cannes-Echecs (2)          |
| Évry Grand Roque (4)             | Club de Montpellier Echecs (3)         |
| Club de Mulhouse Philidor (6)    | Club de Vandœuvre-Echecs (7)           |
| Club de Marseille Echecs (9)     | Club d'Echecs Metz Fischer (8)         |
| Club de A.J.E. Noyon (10)        | Cercle d’Echecs de Strasbourg (11)     |
| C.E. de Bois-Colombes (13)       | Club de La Tour Sarrazine Antibes (12) |
| Club de Cavalier Bleu Drancy (A) | Club de L'Echiquier Chalonnais (A)     |
| Club de Lutèce Echecs (A)        | Club de Grasse Echecs (A)              |

Anmerkung: Die Vorjahresplatzierung wird eingeklammert angegeben, bei den Aufsteigern ist stattdessen ein "A" angegeben.

### Groupe A
Während Évry und Clichy sich schon vorzeitig die Plätze im Poule Haute gesichert hatten, konnten Mulhouse und Noyon erst in der letzten Runde Marseille auf Distanz halten.

#### Abschlusstabelle
| Pl. | Verein                           | Sp | G | U | V | MP | Brett-P. |
| --- | -------------------------------- | -- | - | - | - | -- | -------- |
| 01. | Évry Grand Roque                 | 7  | 7 | 0 | 0 | 21 | 36:3     |
| 02. | Club de Clichy-Echecs-92 (M)     | 7  | 6 | 0 | 1 | 19 | 29:9     |
| 03. | Club de Mulhouse Philidor        | 7  | 4 | 1 | 2 | 16 | 18:13    |
| 04. | Club de A.J.E. Noyon             | 7  | 4 | 0 | 3 | 15 | 17:18    |
| 05. | Club de Marseille Echecs         | 7  | 3 | 1 | 3 | 14 | 14:13    |
| 06. | Club de Cavalier Bleu Drancy (N) | 7  | 2 | 0 | 5 | 11 | 14:25    |
| 07. | Club de Lutèce Echecs (N)        | 7  | 1 | 0 | 6 | 9  | 11:34    |
| 08. | C.E. de Bois-Colombes            | 7  | 0 | 0 | 7 | 7  | 5:30     |

#### Entscheidungen
|     | Teilnehmer am Poule Haute: Évry Grand Roque, Club de Clichy-Echecs-92, Club de Mulhouse Philidor, Club de A.J.E. Noyon          |
|     | Teilnehmer am Poule Basse: Club de Marseille Echecs, Club de Cavalier Bleu Drancy, Club de Lutèce Echecs, C.E. de Bois-Colombes |
| (M) | Meister der letzten Saison |
| (N) | Aufsteiger der letzten Saison                                                                                                   |

#### Kreuztabelle
| Ergebnisse | Ergebnisse                   | 01. | 02. | 03. | 04. | 05. | 06. | 07. | 08. |
| ---------- | ---------------------------- | --- | --- | --- | --- | --- | --- | --- | --- |
| 01.        | Évry Grand Roque             |     | 5:1 | 6:0 | 3:1 | 5:0 | 4:1 | 7:0 | 6:0 |
| 02.        | Club de Clichy-Echecs-92     | 1:5 |     | 4:1 | 3:2 | 3:0 | 6:1 | 6:0 | 6:0 |
| 03.        | Club de Mulhouse Philidor    | 0:6 | 1:4 |     | 4:0 | 1:1 | 4:0 | 6:1 | 2:1 |
| 04.        | Club de A.J.E. Noyon         | 1:3 | 2:3 | 0:4 |     | 2:1 | 4:2 | 4:3 | 4:2 |
| 05.        | Club de Marseille Echecs     | 0:5 | 0:3 | 1:1 | 1:2 |     | 3:1 | 6:1 | 3:0 |
| 06.        | Club de Cavalier Bleu Drancy | 1:4 | 1:6 | 0:4 | 2:4 | 1:3 |     | 4:2 | 5:1 |
| 07.        | Club de Lutèce Echecs        | 0:7 | 0:6 | 1:6 | 3:4 | 1:6 | 2:4 |     | 4:1 |
| 08.        | C.E. de Bois-Colombes        | 0:6 | 0:6 | 1:2 | 2:4 | 0:3 | 1:5 | 1:4 |     |

### Groupe B
In der zweiten Gruppe standen Montpellier, Cannes und Châlons-en-Champagne schon vor der letzten Runde als Teilnehmer am Poule Haute fest, während die Entscheidung zwischen Vandœuvre und Metz erst in der letzten Runden zugunsten Vandœuvres fiel.

#### Abschlusstabelle
| Pl. | Verein                             | Sp | G | U | V | MP | Brett-P. |
| --- | ---------------------------------- | -- | - | - | - | -- | -------- |
| 01. | Club de Montpellier Echecs         | 7  | 5 | 2 | 0 | 19 | 23:8     |
| 02. | Association Cannes-Echecs          | 7  | 5 | 1 | 1 | 18 | 22:8     |
| 03. | Club de Vandœuvre-Echecs           | 7  | 4 | 1 | 2 | 16 | 23:13    |
| 04. | Club de L'Echiquier Chalonnais (N) | 7  | 3 | 3 | 1 | 16 | 27:15    |
| 05. | Club d'Echecs Metz Fischer         | 7  | 4 | 0 | 3 | 15 | 18:17    |
| 06. | Cercle d’Echecs de Strasbourg      | 7  | 1 | 2 | 4 | 11 | 11:19    |
| 07. | Club de La Tour Sarrazine Antibes  | 7  | 1 | 1 | 5 | 10 | 9:22     |
| 08. | Club de Grasse Echecs (N)          | 7  | 0 | 0 | 7 | 7  | 6:37     |

#### Entscheidungen
|     | Teilnehmer am Poule Haute: Club de Montpellier Echecs, Association Cannes-Echecs, Club de Vandœuvre-Echecs, Club de L'Echiquier Chalonnais     |
|     | Teilnehmer am Poule Basse: Club d'Echecs Metz Fischer, Cercle d’Echecs de Strasbourg, Club de La Tour Sarrazine Antibes, Club de Grasse Echecs |
| (N) | Aufsteiger der letzten Saison |

#### Kreuztabelle
| Ergebnisse | Ergebnisse                        | 01. | 02. | 03. | 04. | 05. | 06. | 07. | 08. |
| ---------- | --------------------------------- | --- | --- | --- | --- | --- | --- | --- | --- |
| 01.        | Club de Montpellier Echecs        |     | 2:1 | 3:3 | 2:2 | 2:1 | 7:0 | 2:1 | 5:0 |
| 02.        | Association Cannes-Echecs         | 1:2 |     | 2:1 | 3:3 | 2:1 | 3:1 | 3:0 | 8:0 |
| 03.        | Club de Vandœuvre-Echecs          | 3:3 | 1:2 |     | 4:3 | 3:4 | 3:0 | 4:0 | 5:1 |
| 04.        | Club de L'Echiquier Chalonnais    | 2:2 | 3:3 | 3:4 |     | 4:3 | 2:2 | 7:0 | 6:1 |
| 05.        | Club d'Echecs Metz Fischer        | 1:2 | 1:2 | 4:3 | 3:4 |     | 3:2 | 3:2 | 3:2 |
| 06.        | Cercle d’Echecs de Strasbourg     | 0:7 | 1:3 | 0:3 | 2:2 | 2:3 |     | 1:1 | 5:0 |
| 07.        | Club de La Tour Sarrazine Antibes | 1:2 | 0:3 | 0:4 | 0:7 | 2:3 | 1:1 |     | 5:2 |
| 08.        | Club de Grasse Echecs             | 0:5 | 0:8 | 1:5 | 1:6 | 2:3 | 0:5 | 2:5 |     |

## Endrunde

### Poule Haute
Évry war mit 7 Siegen in den Poule Haute gestartet und wies damit bereits zwei Punkte Vorsprung auf Clichy und Montpellier auf. Tatsächlich gab Évry nur noch ein Unentschieden ab und wurde damit neuer französischer Meister.

#### Abschlusstabelle
| Pl. | Verein                             | Sp | G  | U | V | MP | Brett-P. |
| --- | ---------------------------------- | -- | -- | - | - | -- | -------- |
| 01. | Évry Grand Roque                   | 11 | 10 | 1 | 0 | 32 | 52:8     |
| 02. | Club de Clichy-Echecs-92 (M)       | 11 | 10 | 0 | 1 | 31 | 45:11    |
| 03. | Club de L'Echiquier Chalonnais (N) | 11 | 5  | 4 | 2 | 25 | 38:25    |
| 04. | Club de Montpellier Echecs         | 11 | 6  | 2 | 3 | 25 | 29:22    |
| 05. | Club de Vandœuvre-Echecs           | 11 | 6  | 1 | 4 | 24 | 33:22    |
| 06. | Association Cannes-Echecs          | 11 | 6  | 1 | 4 | 24 | 31:18    |
| 07. | Club de Mulhouse Philidor          | 11 | 6  | 1 | 4 | 24 | 26:23    |
| 08. | Club de A.J.E. Noyon               | 11 | 4  | 0 | 7 | 19 | 20:37    |

#### Entscheidungen
|     | Französischer Meister: Évry Grand Roque |
| (M) | Meister der letzten Saison              |
| (N) | Aufsteiger der letzten Saison           |

#### Kreuztabelle
| Ergebnisse | Ergebnisse                     | 01. | 02. | 03. | 04. | 05. | 06. | 07. | 08. |
| ---------- | ------------------------------ | --- | --- | --- | --- | --- | --- | --- | --- |
| 01.        | Évry Grand Roque               |     |     | 3:3 | 5:1 | 4:0 | 4:1 |     |     |
| 02.        | Club de Clichy-Echecs-92       |     |     | 4:0 | 5:0 | 4:1 | 3:1 |     |     |
| 03.        | Club de L'Echiquier Chalonnais | 3:3 | 0:4 |     |     |     |     | 4:2 | 4:1 |
| 04.        | Club de Montpellier Echecs     | 1:5 | 0:5 |     |     |     |     | 1:3 | 4:1 |
| 05.        | Club de Vandœuvre-Echecs       | 0:4 | 1:4 |     |     |     |     | 3:0 | 6:1 |
| 06.        | Association Cannes-Echecs      | 1:4 | 1:3 |     |     |     |     | 2:3 | 5:0 |
| 07.        | Club de Mulhouse Philidor      |     |     | 2:4 | 3:1 | 0:3 | 3:2 |     |     |
| 08.        | Club de A.J.E. Noyon           |     |     | 1:4 | 1:4 | 1:6 | 0:5 |     |     |

### Poule Basse
Bereits vor der letzten Runde standen Antibes, Grasse, Lutèce und Bois-Colombes als Absteiger fest.

#### Abschlusstabelle
| Pl. | Verein                            | Sp | G | U | V  | MP | Brett-P. |
| --- | --------------------------------- | -- | - | - | -- | -- | -------- |
| 09. | Club de Marseille Echecs          | 11 | 6 | 2 | 3  | 25 | 23:17    |
| 10. | Club d'Echecs Metz Fischer        | 11 | 7 | 0 | 4  | 25 | 34:23    |
| 11. | Cercle d’Echecs de Strasbourg     | 11 | 4 | 3 | 4  | 22 | 21:21    |
| 12. | Club de Cavalier Bleu Drancy (N)  | 11 | 3 | 1 | 7  | 18 | 19:31    |
| 13. | Club de La Tour Sarrazine Antibes | 11 | 3 | 1 | 7  | 18 | 17:28    |
| 14. | Club de Grasse Echecs (N)         | 11 | 2 | 1 | 8  | 16 | 18:46    |
| 15. | Club de Lutèce Echecs (N)         | 11 | 1 | 0 | 10 | 13 | 16:52    |
| 16. | C.E. de Bois-Colombes             | 11 | 0 | 0 | 11 | 11 | 9:47     |

#### Entscheidungen
|     | Absteiger in die Nationale I: Club de La Tour Sarrazine Antibes, Club de Grasse Echecs, Club de Lutèce Echecs, C.E. de Bois-Colombes |
| (N) | Aufsteiger der letzten Saison |

#### Kreuztabelle
| Ergebnisse | Ergebnisse                        | 09. | 10. | 11. | 12. | 13. | 14. | 15. | 16. |
| ---------- | --------------------------------- | --- | --- | --- | --- | --- | --- | --- | --- |
| 09.        | Club de Marseille Echecs          |     | 3:1 | 0:0 |     | 3:1 | 3:2 |     |     |
| 10.        | Club d'Echecs Metz Fischer        | 1:3 |     |     | 3:1 |     |     | 6:1 | 6:1 |
| 11.        | Cercle d’Echecs de Strasbourg     | 0:0 |     |     | 1:0 |     |     | 5:1 | 4:1 |
| 12.        | Club de Cavalier Bleu Drancy      |     | 1:3 | 0:1 |     | 2:1 | 2:2 |     |     |
| 13.        | Club de La Tour Sarrazine Antibes | 1:3 |     |     | 1:2 |     |     | 2:1 | 4:0 |
| 14.        | Club de Grasse Echecs             | 2:3 |     |     | 2:2 |     |     | 5:2 | 3:2 |
| 15.        | Club de Lutèce Echecs             |     | 1:6 | 1:5 |     | 1:2 | 2:5 |     |     |
| 16.        | C.E. de Bois-Colombes             |     | 1:6 | 1:4 |     | 0:4 | 2:3 |     |     |

## Die Meistermannschaft
| 1.            | Évry Grand Roque |
| Schachfiguren | Maxime Vachier-Lagrave, Serhij Fedortschuk, Vladimir Chuchelov, Arnaud Hauchard, Sébastien Feller, Éloi Relange, Jean-Luc Chabanon, Sophie Milliet, Pjotr Swidler, Hikaru Nakamura, Artur Jussupow. |